# Antrodiaetus
Antrodiaetus Ausserer, 1871 è un genere di ragni appartenente alla famiglia Antrodiaetidae.

## Etimologia
Il nome deriva dal latino antrum, cioè cavità, cunicolo e dal latino diaeta, cioè dimora, stanza, tana, in quanto è posizionato, alquanto immobile, all'interno di cunicoli che costruisce nel terreno, aspettando in agguato che qualche insetto vi cada dentro.

## Distribuzione
Delle 21 specie note di questo genere, ben 19 sono state rinvenute negli Stati Uniti; le altre due, la A. roretzi e la A. yesoensis sono endemismi giapponesi.

## Tassonomia
Considerato un sinonimo anteriore di Acattyma L. Koch, 1878 a seguito di un lavoro di Yaginuma del 1960; e anche di Brachybothrium Simon, 1884, dopo uno studio dell'aracnologo Coyle del 1971. Recentemente, nel 2007 è stato indicato anche come sinonimo anteriore di Atypoides O. P.-Cambridge, 1883, a seguito di uno studio di Hendrixson & Bond.
Attualmente, a giugno 2012, si compone di 21 specie:
- Antrodiaetus apachecus Coyle, 1971 — USA
- Antrodiaetus ashlandensis Cokendolpher, Peck & Niwa, 2005 — USA
- Antrodiaetus cerberus Coyle, 1971 — USA
- Antrodiaetus coylei Cokendolpher, Peck & Niwa, 2005 — USA
- Antrodiaetus effeminatus Cokendolpher, Peck & Niwa, 2005 — USA
- Antrodiaetus gertschi (Coyle, 1968) — USA
- Antrodiaetus hadros (Coyle, 1968) — USA
- Antrodiaetus hageni (Chamberlin, 1917) — USA
- Antrodiaetus lincolnianus (Worley, 1928) — USA
- Antrodiaetus metapacificus Cokendolpher, Peck & Niwa, 2005 — USA
- Antrodiaetus microunicolor Hendrixson & Bond, 2005 — USA
- Antrodiaetus montanus (Chamberlin & Ivie, 1935) — USA
- Antrodiaetus occultus Coyle, 1971 — USA
- Antrodiaetus pacificus (Simon, 1884) — USA
- Antrodiaetus pugnax (Chamberlin, 1917) — USA
- Antrodiaetus riversi (O. P.-Cambridge, 1883) — USA
- Antrodiaetus robustus (Simon, 1891) — USA
- Antrodiaetus roretzi (L. Koch, 1878) — Giappone
- Antrodiaetus stygius Coyle, 1971 — USA
- Antrodiaetus unicolor (Hentz, 1842)[2] — USA
- Antrodiaetus yesoensis (Uyemura, 1942) — Giappone

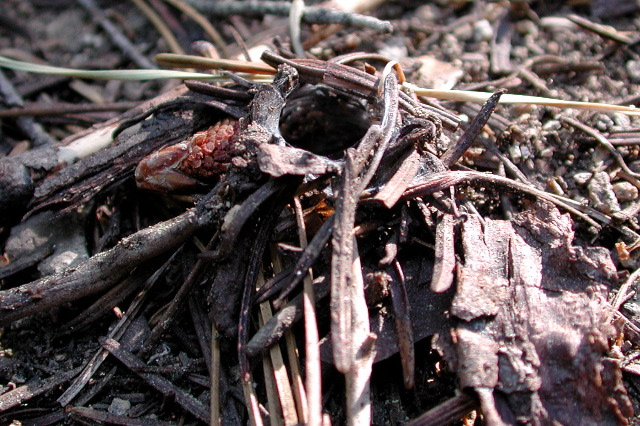
Antrodiaetus riversi, torretta

### Sinonimi
- Antrodiaetus accentuatus (Simon, 1884); esemplari posti in sinonimia con A. unicolor (Hentz, 1842), a seguito di un lavoro di Coyle del 1971[1].
- Antrodiaetus angustatus (Atkinson, 1886); esemplari posti in sinonimia con A. unicolor (Hentz, 1842), a seguito di un lavoro di Coyle del 1971[1].
- Antrodiaetus gracilis (Hentz, 1842), trasferita dall'ex-genere Closterochilus sinonimo di Actinopus, è stato posto in sinonimia con A. unicolor (Hentz, 1842) a seguito di uno studio di Coyle del 1971[1].
- Antrodiaetus marxi (Atkinson, 1886); esemplari posti in sinonimia con A. unicolor (Hentz, 1842), a seguito di un lavoro di Coyle del 1971[1].
- Antrodiaetus shoemakeri (Petrunkevitch, 1925); esemplari posti in sinonimia con A. robustus (Simon, 1891), a seguito di un lavoro di Coyle del 1971[1].
- Antrodiaetus shosoneus (Chamberlin, 1925); esemplari posti in sinonimia con A. pugnax (Chamberlin, 1917), a seguito di un lavoro di Coyle del 1971[1].